# Uranotaenia anopheloides
Uranotaenia anopheloides är en tvåvingeart som beskrevs av Jacques Brunhes och Razafindrasolo 1975. Uranotaenia anopheloides ingår i släktet Uranotaenia och familjen stickmyggor. Inga underarter finns listade i Catalogue of Life.